# Lahki vod za dekontaminacijo
Lahki vod za dekontaminacijo (kratica LVD) je RKBO vojaška enota, ki jo sestavlja 27 vojakov in skrbi za dekontaminacijo.
V Slovenski vojski sta dva LVDja:
- 1. lahki vod za dekontaminacijo, 18. BRKBO in
- 2. lahki vod za dekontaminacijo, 18. BRKBO.